# Pharyngula (blog)

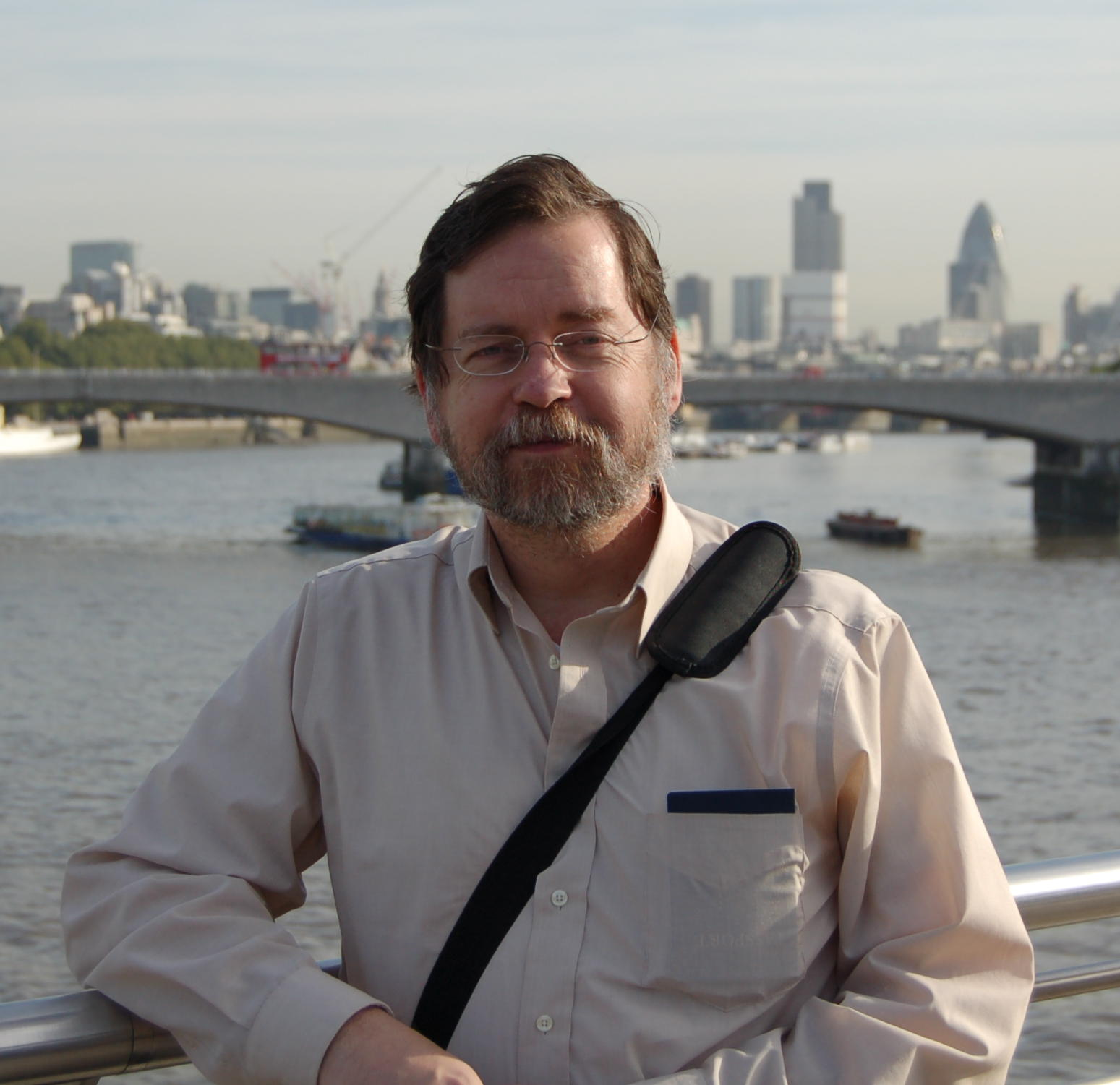
PZ Myers

Pharyngula – blog w sieci ScienceBlogs prowadzony przez PZ Myersa. W 2006 czasopismo Nature uznało go za jeden z pięciu najlepszych blogów pisanych przez naukowców. W 2005 przyznano mu Nagrodę Koufax w kategorii Best Expert Blog. Tematyka blogu jest różnorodna, obejmuje nauki ścisłe i zagadnienia nienaukowe. Popularność i uznanie zyskał dzięki sarkastycznemu stylowi Myersa i ostrej krytyce inteligentnego projektu oraz kreacjonizmu. Blog promuje poglądy ateistyczne i liberalne.

## Historia
Według Alexy strona Pharyngula.org została uruchomiona 19 czerwca 2002. Początkiem strony był projekt, w którym w ramach ćwiczeń z pisania prac uczniowie Myersa mieli przedstawić minieseje, potem publikowane w Internecie. Po jego zakończeniu Myers zaczął osobiście korzystać z oprogramowania do tworzenia stron i założył blog. Nazwał go od nazwy swojego ulubionego etapu rozwojowego – pharynguli. Od 2005 blog Myersa znajduje się na serwerach ScienceBlogs.

## Tematyka
W 2007 Myers opublikował recenzję książki Stuarta Pivara Lifecode, w której zawarta była teza, że samodzielna organizacja na zarodkowym i płodowym etapie rozwoju określa ostateczną budowę organizmów. Myers skrytykował książkę, twierdząc, że ilustracje i pomysły w niej zawarte powstały w wyobraźni Pivara i nie mają oparcia w faktach. Po dyskusji w dziale komentarzy blogu, Pivar pozwał Myersa o zniesławienie, jednak w ciągu tygodnia wycofał pozew uznając, że winnym jest Seed Media Group.
W czerwcu 2008 Myers skomentował doniesienia prasowe na temat studenta University of Central Florida, który usiłował wynieść z kościoła konsekrowaną hostię i pokazać ciekawemu chrześcijańskiej wiary koledze w jego domu. Po tym jak student zaczął otrzymywać groźby śmierci, Myers opublikował pierwszy wpis na ten temat na swoim blogu. Wkrótce sam również zaczął otrzymywać obraźliwe maile i pogróżki.
Szczególnie chętnie Myers krytykuje kreacjonizm, ideę inteligentnego projektu i instytucje promujące pseudonaukę, takie jak Discovery Institute czy Answers in Genesis. W lutym i marcu 2007 skupił się na neurochirurgu Michaelu Egnorze, który właśnie dołączył do Discovery Institute. Poza krytyką poglądów Egnora Myers wykpił fakt, że Discovery Institute polega na wiedzy osoby niemającej nic wspólnego z ewolucjonizmem.
Na początku kwietnia 2007 Myers brał udział w przygotowaniu żartu primaaprilisowego zaaranżowanego przez twórców bloga The Panda’s Thumb, w ramach którego powstała fałszywa strona Discovery Institute, na której znalazło się „oświadczenie Michaela Egnora”, że wiadomość o jego zatrudnieniu przez Instytut była w istocie primaaprilisowym żartem. Następnego dnia Myers wyjaśnił żart i jednocześnie opisał trudności, na jakie napotyka się ktoś próbujący sparodiować i tak już absurdalny sposób myślenia kreacjonistów. Tezę tę poparł cytatem ze Stephena Meyera.
Stałym elementem bloga są wpisy poświęcone głowonogom, grupie organizmów, którą Myers uważa za szczególnie interesującą.

## Pigmeje i karły
W czerwcu 2005 Myers wyśmiał komiks Jima Pinkoskiego, który odczytując dosłownie werset z Biblii „A w owych czasach byli na ziemi giganci” (Rdz 6:4) stwierdził, że dawniejsi ludzie byli wyżsi niż współcześnie. Pinkoski oszacował wzrost Adama na 15 stóp (4,6 m) i Noego na 12 stóp (3,7 m). Myers skupił się szczególnie na krótkiej uwadze towarzyszącej rysunkowi: „Uwaga: Jeśli myślisz że to niemożliwe, to czemu mamy PIGMEJÓW + KARŁY?? [sic!]” („NOTE: If you doubt this is possible, how is it there are PYGMIES + DWARFS??”).
Autor bloga uznał uwagę o pigmejach i karłach za niezamierzenie komiczny wniosek non sequitur. Wyszydził ją w kilku trawestacjach, konsekwentnie stosując wykorzystane przez Pinkoskiego pogrubienie i znaki zapytania:
- „Zastanawiałeś się kiedyś, jak do cholery mogło się stać, że taki idiota jak George W. Bush został wybrany? Jeśli myślisz, że to niemożliwe, to czemu mamy PIGMEJÓW + KARŁY??”
- „Jak ludzie mogą być tak naiwni, by wierzyć w nonsensy sprzedawane przez Discovery Institute? Jeśli myślisz, że to niemożliwe, to czemu mamy PIGMEJÓW + KARŁY??”

## Odpowiedź dworzanina
Po wydaniu Boga urojonego Myers wyśmiał krytyków Dawkinsa, zarzucających mu nieznajomość subtelnych niuansów teologii. Nawiązując do Nowych szat króla, włożył „krytykę” w usta wyimaginowanego dworzanina-lizusa:

Bezczelność i tupet zarzutów niejakiego Dawkinsa nie dziwią, gdy uświadomimy sobie jego brak odpowiedniego wykształcenia. Pan Dawkins nie zna na pewno uczonej i szczegółowej dysertacji hrabiego Roderiga z Sewilli, poświęconej niespotykanej cudowności egzotycznych skór, z jakich szyte są buty Jego Cesarskiej Mości. Wszystko wskazuje też, że obce jest mu arcydzieło Belliniego O poświacie, jaką roztaczają pióra królewskiego kapelusza. My tymczasem doczekaliśmy się już powstania całych szkół, które nieustannie publikują uczone traktaty o przewspaniałości szat Jego Wysokości, a w każdej poważnej gazecie jest nawet specjalna rubryka poświęcona cesarskim kreacjom [...] Dawkins jednak ten wielki filozoficzny dorobek ośmiela się zignorować po to tylko, by z arogancją i okrucieństwem zarazem stwierdzić: „Cesarz jest nagi!” [...] Póki pan Dawkins nie przeszkoli się w salonach mody Paryża i Mediolanu, dopóki nie zrozumie, na czym polega różnica między riuszkami a frywolitkami, pozostaje tylko przyjąć, że wszystko co napisał, nie stanowi w istocie najmniejszej obrazy dla cesarskiego gustu. Biologiczne wykształcenie, jakie odebrał pan Dawkins, może i sprawia, że potrafi on odróżnić genitalia, gdy ktoś wymachuje mu nimi przed nosem, ale to o wiele za mało, by potrafił należycie docenić jakość wyimaginowanych tkanin.

Dawkins sam zacytował „Odpowiedź dworzanina” (ang. Coutier’s reply) w debacie z Alisterem McGrathem, jako autora podając „wspaniałego PZ Myersa”. Przywołał ją także w przedmowie do wydania Boga urojonego w miękkiej okładce z 2007.

## Prawo Blake’a
W odpowiedzi krytykom nazywającym Myersa, Dawkinsa i innych o zbliżonych poglądach „fundamentalistycznymi ateistami”, Myers napisał:

„Nowy ateizm” (nie lubię tego wyrażenia) przyjmuje podstawowy zestaw zasad, które okazały się silne i przydatne w świecie naukowym – prawdopodobnie zauważyliście, że większość z tych zarozumiałych ateistów ma zaplecze naukowe – i podkreśla, że mogą one znaleźć zastosowanie także to każdej innej działalności ludzi. Te zasady to ufność w naturalne przyczyny i domaganie się wyjaśnień przy użyciu rzeczywistych pojęć, z udokumentowaniem łańcucha dowodów, które każdy może zbadać. Cnotami są krytyczne myślenie, elastyczność, otwartość, weryfikacja i dowód. Grzechami są dogmaty, wiara, tradycja, objawienie, zabobon i nadprzyrodzone. Nie ma pisma świętego, a główną ideą jest, że wszystko musi być otwarte na racjonalizm, oparty na dowodach krytycyzm – to przeciwieństwo fundamentalizmu.

Ostatecznie Myers podsumował swoje stanowisko powołując się na „prawo Blake’a”, zawdzięczające nazwę autorowi bloga, częstego komentatora wpisów w Pharynguli, Blake’a Staceya. Stacey sformułował swoje prawo w 2007 w oparciu o prawo Godwina. Brzmi ono następująco:

Podczas dyskusji na temat ateizmu (sceptycyzmu itp.), prawdopodobieństwo, że ktoś porówna ateistę do religijnego fundamentalisty wzrasta do jednego.